# Lawsonia inermis
Lawsonia inermis (L., 1753), nota col nome comune di henna o più spesso col corrispondente francese henné, è un arbusto spinoso appartenente alla famiglia delle Lythraceae, l'unica specie inclusa nel genere Lawsonia (L., 1753).
Dalle foglie essiccate e macinate si ricava una polvere giallo-verdastra utilizzata come colorante su tessuti e pelle animale. La molecola colorante dell'henné è un chinone, precisamente il lawsone (C10H6O3), una sostanza di colore rosso arancione che è presente nelle foglie della pianta e anche nei fiori del giacinto d'acqua.
La tonalità rosso bruna varia in funzione della composizione in rami (rosso) e foglie (marrone). Le foglie raccolte vengono essiccate, polverizzate e setacciate per creare la famosa polvere riflessante colorante. Spesso henné viene mescolato con l'indaco, per disporre di una maggior gamma di colori scuri, e con la Cassia obovata.
La pianta è conosciuta sin dall'antichità, soprattutto nella sua zona d'origine, il Medio Oriente (Mesopotamia e antico Egitto). In Nordafrica e India viene usata per tatuaggi temporanei su mani e piedi nei matrimoni e altri riti religiosi come mehndi o per la tintura dei capelli. La conoscenza delle proprietà coloranti e antisettiche risale a tempi antichissimi; se ne trovano tracce fin nelle mummie egiziane.

## Etimologia
I termini italiani e inglesi henna e alcanna come anche il prestito linguistico francese henné derivano tutti dall'arabo al hanna, di origine persiana, nome entrato nella lingua italiana nel XVI secolo.
La stessa sostanza viene indicata con il nome di mehndi in India termine derivato dalla parola sanscrita mendhikā.

## Descrizione

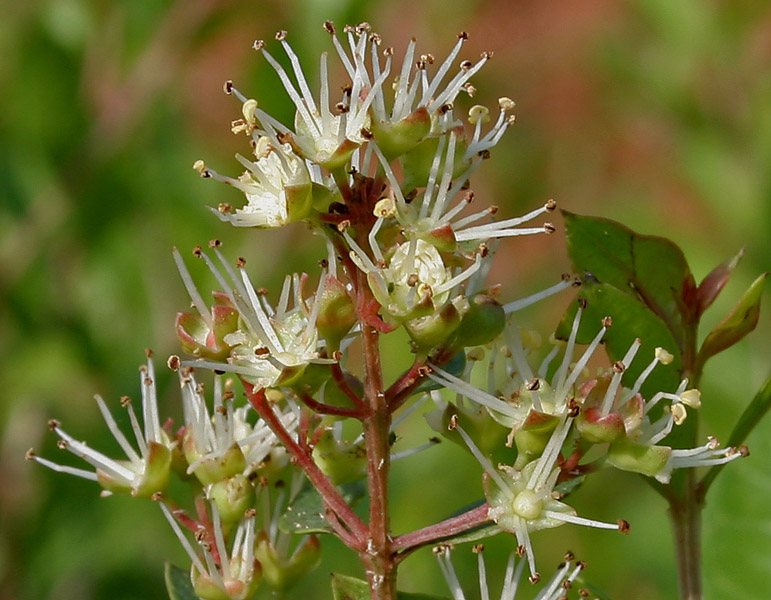
Fiori di Henné

Lawsonia inermis è un arbusto spinoso alto da 2 fino a 7 m.
Le foglie sono glabre, sub-sessili, ellittiche e lanceolate (le dimensioni medie sono 1,5–5 cm x 0,5–2 cm), acuminate e a fillotassi opposta.
I fiori profumati bianco rosa, hanno quattro sepali saldati in un tubo calicino di 2 mm, petali ovati, stami bianchi o rossi posti in coppia sul bordo del tubo calicino. Fioriscono da maggio a luglio. I frutti sono piccole capsule brunastre, di 4-8 mm di diametro, con 32-49 semi per frutto che si aprono irregolarmente in quattro valve.

## Distribuzione e habitat
Originaria dell'Asia minore, Nordafrica, Iran ed India occidentale, la specie è stata coltivata in tutto il bacino del Mediterraneo orientale. Oggi è diffusa nei Paesi arabi.

## Usi
L'henné si presta a diversi usi:

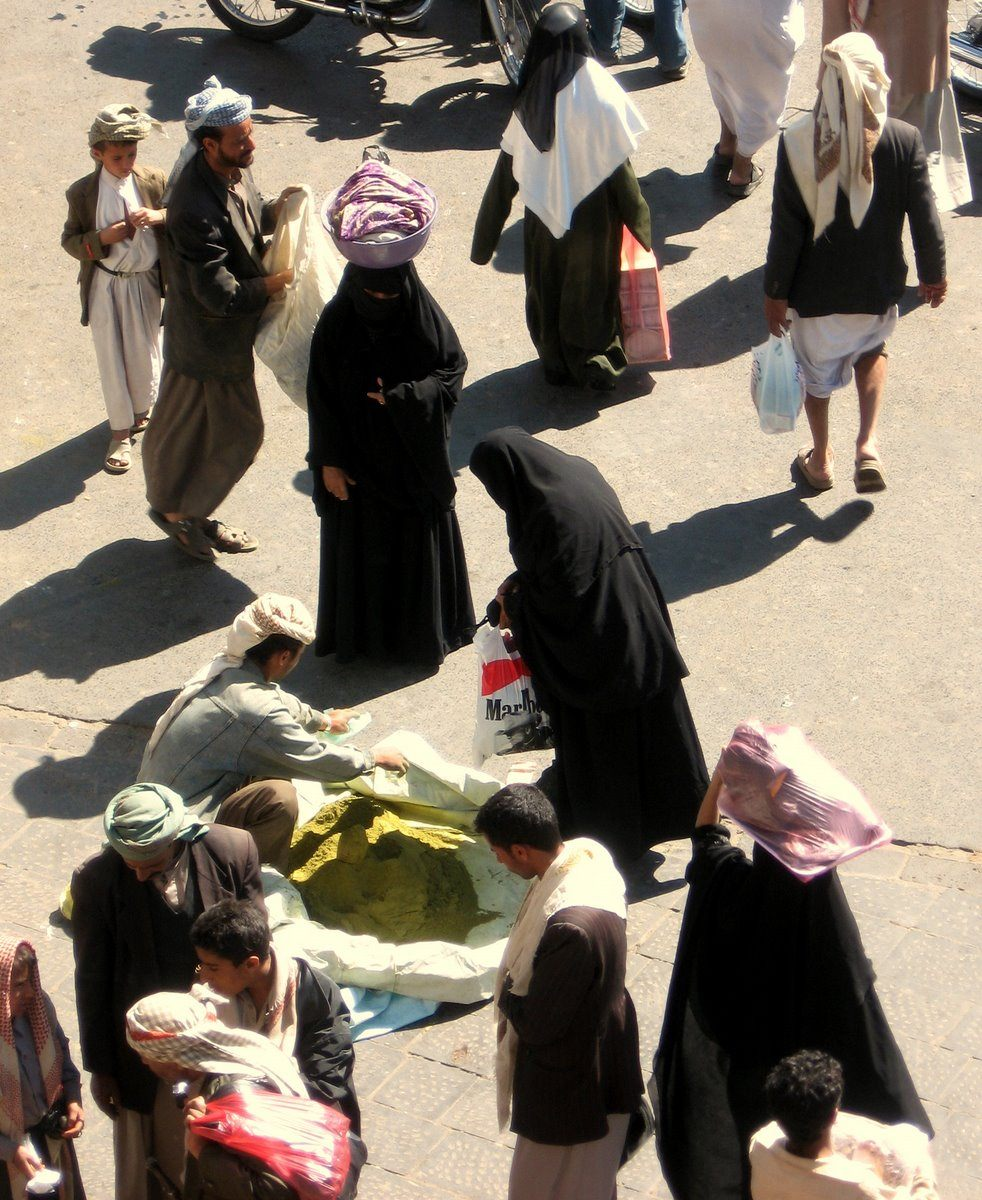
Venditore di henna a Sana'a in Yemen

- religioso: soprattutto utilizzato dalle donne, l'henné è un simbolo beneaugurante;
- cosmetico ed estetico: abbellisce e può anche essere applicato sui capelli, sulle sopracciglia, su mani e piedi;
- terapeutico: secondo analisi di laboratorio, l'henné possiede virtù antimicotiche e astringenti, anti dermatite e anti seborrea[senza fonte].

### Uso come colorante per la pelle - tatuaggi
Le foglie intere dell'henné non colorano la pelle, infatti la molecola responsabile del colore (lawsone, il cui termine nella nomenclatura ufficiale IUPAC è: 2-idrossi-1,4-naftochinone, conosciuto anche come acido hennotannico e la cui formula chimica bruta o molecolare è: C10H6O3) è trattenuta all'interno delle cellule delle foglie e deve essere liberata tagliando o triturando la foglia e messe a macerare in acqua a temperatura di 30 °C. In questo modo il lawsone migrerà gradualmente dalla polvere o pasta di henné nello strato esterno della pelle o capelli, dove si legheranno alle proteine in essa contenute, creando una colorazione visibile.
Dal momento che è difficile utilizzare con precisione le foglie tritate grossolanamente, l'henné viene comunemente usato come polvere prodotta essiccando, macinando e setacciando le foglie. La polvere secca viene miscelata con un liquido (acqua, succo di limone, tè forte e altri ingredienti, a seconda della tradizione). Molti artisti usano zucchero o melassa nella pasta di henné per migliorare la consistenza e l'adesione alla pelle. La miscela di henné deve riposare fino a 48 ore prima dell'uso per liberare il lawsone delle foglie.
Oli essenziali con alti livelli di alcoli monoterpenici, come il tea tree, la melaleuca o la lavanda, migliorano le caratteristiche della colorazione; altri oli essenziali, come l'eucalipto e il chiodo di garofano, sarebbero altrettanto utili ma sono troppo irritanti e non dovrebbero essere usati sulla pelle.
L'hennè è di colore arancione appena rimossa la pasta, ma si scurisce nei tre giorni successivi a causa dell'ossidazione.

### Uso come colorante per le sopracciglia
L'hennè in campo estetico per le sopracciglia è sempre quello basato sulla classica polvere di lawsonia inermis, ma questa viene miscelata con altre erbe tintorie come la senna italica, la cassia, il mallo di noce, la camomilla e il rabarbaro così da ottenere più colorazioni dal più caldo al più freddo con diverse gradazioni in modo da adattarsi alle diverse gradazioni di colore dei peli sulle sopracciglia.
L'henné sulle sopracciglia è particolarmente indicato per ottenere un effetto make-up semipermanente in quanto sulla pelle, sotto le sopracciglia, dura qualche giorno, mentre sui peli arriva fino a 2 settimane.

### Effetti sulla salute
L'henné è pericoloso per le persone con carenza di glucosio-6-fosfato deidrogenasi (deficit di G6PD). Neonati e bambini di particolari gruppi etnici, principalmente dal Medio Oriente e dal Nord Africa, sono particolarmente vulnerabili.
Inoltre le paste di henné premiscelate per body art commerciali possono includere ingredienti aggiuntivi per fortificare o modificare il colore finale. Alcune di queste sostanze possono indurre rischi per la salute anche significativi.
La Food and Drug Administration (FDA) degli Stati Uniti considera queste aggiunte come adulteranti e quindi illegali per l'uso sulla pelle. Uno studio del 2006 ha rilevato: p-fenilendiammina, picramato di sodio, il colorante amaranto (colorante rosso n. 2 vietato negli Stati Uniti nel 1976), nitrato d'argento, carminio, pirogallolo, colorante arancione disperso e cromo.